# Cancer bellianus
Cancer bellianus is een krabbensoort uit de familie van de Cancridae. De wetenschappelijke naam van de soort is voor het eerst geldig gepubliceerd in 1861 door Johnson.